# Kalifák listája
Az alábbi lista a kalifákat tartalmazza.

## Kalifák

### ARásidúnkora (patriarchális kalifátus,632–661)
Az első négy kalifa, az ún. „helyesen vezetettek” (ar-rásidún [الراشدون]) hatalma elvileg minden igazhitű, de gyakorlatilag a legbefolyásosabbak közmegegyezésén (idzsmá [إجماع)]) alapult. A negyedik kalifa, Ali volt Mohamed legközelebbi rokona: unokatestvére, veje és unokáinak apja. Korán kialakult az a nézet, hogy Mohamed (és Ali) leszármazottainak kell örökölniük a „helyettesi” rangot, mivel az isteni kiválasztottság öröklődik. Ennek a nézetnek a támogatói lettek a később kezdődő polgárháborúban „Ali pártja” (síat Ali), azaz a síiták.
- Családfájuk:

| Kép/Pénzérme | Uralkodó                                                                           | Uralkodott | Arab írásmód   | Megjegyzés                     |
| ------------ | ---------------------------------------------------------------------------------- | ---------- | -------------- | ------------------------------ |
|              | Abu Bakr eredeti nevén ABDALLÁH ibn Uszmán * 573. október 27. † 634. augusztus 23. | 632 – 634  | لصديق أبو بكر  | Mohamed apósa.                 |
|              | I. Omár ibn al-Hattáb * 581/583 † 644. november 7.                                 | 634 – 644  | عمر بن لخطاب   | Mohamed apósa.                 |
|              | Oszmán ibn Affán * 574/579 † 656. július 17.                                       | 644 – 656  | عفان عثمان بن  | Mohamed veje.                  |
|              | Ali ibn Abi Tálib * 599. március 17. † 661. január 27.                             | 656 – 661  | ﺑﻲ طالب علي بن | Mohamed unokatestvére és veje. |

### Omajjádok(661–750)
Már az Umajja-családhoz tartozó Oszmán alatt nagy fontosságra tettek szert a család tagjai. Ali uralkodása alatt a meggyilkolt Oszmán rokona, Muávija szíriai helytartó hatalmas támogatói kört szervezett magának: elvileg a bosszúállás volt a céljuk, de gyakorlatilag a trónt akarták biztosítani az Omajjádok számára. Ali székhelye Kúfa volt Irakban, az Omajjádok azonban a szíriai Damaszkuszba tették át központjukat.
- Családfa:

| Kép/Pénzérme          | Uralkodó                                                | Uralkodott | Neve arabul                     | Megjegyzés                                      |
| --------------------- | ------------------------------------------------------- | ---------- | ------------------------------- | ----------------------------------------------- |
| S z u f j á n i d á k |                                                         |            |                                 |                                                 |
|                       | I. Muávija * 602/603 † 680. április 18.                 | 661 – 680  | سفيان معاوية بن أبي             | Oszmán másodunokatestvére.                      |
|                       | I. Jazíd * 645. július 23. † 683. november 11.          | 680 – 683  | معاوية بن أبي سفيان يزيد بن     | I. Muávija fia.                                 |
| –                     | II. Muávija * 661. március 28. † 684 januárja/februárja | 683 – 684  | يزيد معاوية بن                  | I. Jazíd fia.                                   |
| M a r v á n i d á k   |                                                         |            |                                 |                                                 |
|                       | I. Marván * 623. március 28. † 685. május 7.            | 684 – 685  | لحكم مروان بن                   | Oszmán unokatestvére.                           |
|                       | Abd al-Malik * 646 † 705. október 8.                    | 685 – 705  | مروان عبد الملك بن              | I. Marván fia.                                  |
|                       | I. al-Valíd * 668 † 715. február 23.                    | 705 – 715  | لوليد بن عبد الملك              | Abd-al Malik fia.                               |
|                       | Szulejmán * 674 körül † 717. szeptember 22.             | 715 – 717  | بن عبد الملك سليمان             | I. al-Valíd fivére.                             |
|                       | II. Omár * 682. november 2. † 720. január 31.           | 717 – 720  | العزيز عمر بن عبد               | I. Marván unokája.                              |
|                       | II. Jazíd * 687 † 724. január 26.                       | 720 – 724  | الملك يزيد بن عبد               | Szulejmán fivére.                               |
|                       | Hisám * 691 † 743. február 6.                           | 724 – 743  | هشام بن عبد                     | II. Jazíd fivére.                               |
|                       | II. al-Valíd * 706 † 744. április 17.                   | 743 – 744  | يزيد الوليد بن                  | II. Jazíd fia.                                  |
|                       | III. Jazíd * 701 † 744. szeptember 25.                  | 744        | الملك الوليد ابن عبد يزيد ابن   | I. al-Valíd fia.                                |
|                       | Ibráhím * ? † 750. január 25.                           | 744        | بن عبد الملك ابراهيم ابن الوليد | III. Jazíd fivére. Trónfosztották.              |
|                       | II. Marván * 688 † 750. augusztus 6.                    | 744 – 750  | بن محمد بن مروان بن الحكم مروان | I. Marván unokája. Halála évében trónfoszották. |

750-ben a lázadó Abbászidák lemészároltatták az Omajjádokat. Egyetlen tagja menekült meg a dinasztiának, Abd ar-Rahmán, aki 756-ban önálló emírként (utódai később, 929-től kalifaként) lépett fel, és az Ibériai-félszigeten létrehozta saját államát, a Córdobai Emirátust, későbbi nevén a Córdobai Kalifátust.

### Abbászidák(750–1517)
Az asz-Szaffáh („vérontó”) nevet kiérdemlő Abu l-Abbász utódai egészen 1517-ig őrizték meg címüket. Az Abbászida korban Bagdad lett a Kalifátus székhelye.
Az Abbászida korhoz kötődik az Arab Birodalom fénykora és széthullása. A 10. századtól kezdve a tényleges hatalom fokozatosan átcsúszott az egyes hadurak, emírek és szultánok kezébe, míg a kalifa visszavonultan élt bagdadi udvarában. Egyre erősebbé vált a szeldzsuk török katonai elem az irányításban. Közben mások is használták a mind jobban degradálódó címet (többek között a Fátimidák, illetve a magribi Almohádok). 1258-ban Hülegü kán mongoljai elfoglalták Bagdadot, és végeztek Musztaszim kalifával. A dinasztia maradékai az egyiptomi Mamlúk Szultánságban kerestek menedéket, ahol 1517-ig névlegesen gyakorolták hatalmukat – a szunnita államok hatalmukat ekkor már nem is ismerték el egyetemesen.
Jegyzet:
- Az Abbászidáktól kezdve vált általánossá az uralkodói melléknevek használata (például al-Manszúr – [Isten által] győzelemre segített; Hárún ar-Rasíd nevében a Rasíd – Helyesen vezetett), és innentől kezdve őket mindenhol így emlegették elsődlegesen – a pénzeiken, a szentbeszédekben, a hivatalos dokumentumokban és a történetírásban is.[1] A modern történetírás ezt a gyakorlatot követi, ennek következtében viszont a kalifák személynevei (kunja + személynév + apa) teljesen háttérbe szorultak, és bár lehet őket tudni, senki sem hivatkozna így rájuk, mert egyszerűen felismerhetetlen lenne. A számozás épp ezért nem vált sosem gyakorlattá. Az alábbi listában – a szakirodalommal összhangban – az uralkodói nevek vannak feltüntetve, és ha azok azonosak, akkor van számozás. A két Al-Muktafi (†908 és †1160) azért nincs megszámozva, mert az arab eredetiben kétféle "k" hang szerepel a nevükben, tehát nem azonos a nevük.
- Kivétel: Hárún ar-Rasíd (ur.: 786 – 809) az Ezeregyéjszaka meséi miatt ismert teljes nevén.
- Családfa:

#### Bagdadi kalifák (750–1258)
| Kép vagy Pénzérme | Uralkodó                                                                | Uralkodott Székhely        | Arab név                                     | Megjegyzés                                                             |
| ----------------- | ----------------------------------------------------------------------- | -------------------------- | -------------------------------------------- | ---------------------------------------------------------------------- |
|                   | ABDALLÁH asz-Szaffáh * 721/722 † 754. június 9.                         | 750 – 754 Kúfa             | أبو العباس عبد الله السفاح                   | Székhelye Kúfa volt.                                                   |
|                   | ABDALLÁH al-Manszúr * 712 † 775. október 7.                             | 754 – 775 Kúfa, Bagdad     | أبو جعفر عبد الله المنصور                    | Asz-Szaffáh fivére. Nevéhez fűződik Bagdad felépítése 762-ben.         |
|                   | MUHAMMAD al-Mahdi * 744/745 † 785. augusztus 4.                         | 775 – 785 Bagdad           | أبو عبد الله محمد المهدي                     | Al-Manszúr fia.                                                        |
|                   | MÚSZA al-Hádi * 764. április 26. † 786. szeptember 14.                  | 785 – 786 Bagdad           | أبو محمد موسى الهادي                         | Al-Mahdi fia.                                                          |
|                   | HÁRÚN ar-Rasíd * 763. március 17. vagy 766 februárja † 809. március 24. | 786 – 809 Bagdad           | أبو جعفر هارون الرشيد                        | Al-Hádi fivére.                                                        |
|                   | MUHAMMAD al-Amín * 787 áprilisa † 813. szeptember 24./25.               | 809 – 813 Bagdad           | أبو عبد الله محمد بن هارون الرشيد الامين     | Ar-Rasíd fia.                                                          |
|                   | ABDALLÁH al-Mamún * 786. szeptember 13. † 833. augusztus 9.             | 813 – 833 Bagdad           | أبو العباس عبد الله                          | Al-Amín fivére.                                                        |
|                   | MUHAMMAD I. al-Mutaszim * 796 októbere † 842. január 5.                 | 833 – 842 Bagdad, Szamarra | أبو إسحاق محمد المعتصم بالله                 | Al-Mamún fivére. 836-ban áttette székhelyét új fővárosába, Szamarrába. |
|                   | HÁRÚN I. al-Vászik * 812. április 18. † 847. augusztus 10.              | 842 – 847 Szamarra         | أبو جعفر هارون الواثق بالله                  | I. al-Mutaszim fia.                                                    |
|                   | DZSAFAR I. al-Mutavakkil * 822 márciusa † 861. december 11.             | 847 – 861 Szamarra         | أبو الفضل جعفر المتوكل على الله              | I. al-Vászik fivére.                                                   |
|                   | MUHAMMAD al-Muntaszir * 837 novembere † 862. június 25.                 | 861 – 862 Szamarra         | أبو جعفر محمد المنتصر بالله                  | I. al-Mutavakkil fia.                                                  |
|                   | AHMAD I. al-Musztaín * 831 † 866. október 17.                           | 862 – 866 Szamarra         | أبو العباس أحمد المستعين بالله               | I. al-Mutaszim unokája. Lemondott a trónról.                           |
|                   | MUHAMMAD al-Mutazz * 847 † 869 júliusa/augusztusa                       | 866 – 869 Szamarra         | أبو عبد الله محمد المعتز بالله               | I. al-Mutavakkil fia. Meggyilkolták.                                   |
|                   | MUHAMMAD al-Muhtadi * 833 † 870. június 21.                             | 869 – 870 Szamarra         | أبو إسحاق محمد المهتدي بالله                 | I. al-Vászik fia. Meggyilkolták.                                       |
|                   | AHMAD al-Mutamid * 842/844 † 892. október 15.                           | 870 – 892 Szamarra         | أبو العباس أحمد المعتمد على الله             | Al-Mutazz fivére.                                                      |
|                   | AHMAD I. al-Mutadid * 857 † 902. április 5.                             | 892 – 902 Szamarra, Bagdad | أبو العباس أحمد المعتضد بالله'               | Al-Mutamid unokaöccse. Székhelyét visszahelyezte Bagdadba.             |
|                   | ALI al-Muktafi * 877/878 † 908. augusztus 13.                           | 902 – 908 Bagdad           | أبو محمد علي بن أحمد المكتفي بالله           | I. al-Mutadid fia.                                                     |
|                   | DZSAFAR al-Muktadir * 895. november 13. † 932. október 31.              | 908 – 929 Bagdad           | أبو الفضل جعفر المقتدر بالله                 | al-Muktafi fivére.                                                     |
|                   | MUHAMMAD al-Káhir * 899 † 950. október 18.                              | 929 Bagdad                 | أبو منصور محمد القاهر بالله                  | Al-Muktadir fivére.                                                    |
|                   | DZSAFAR al-Muktadir (2x)                                                | 929 – 932 Bagdad           | أبو الفضل جعفر المقتدر بالله                 | Második uralkodása.                                                    |
|                   | MUHAMMAD al-Káhir (2x)                                                  | 932 – 934 Bagdad           | أبو منصور محمد القاهر بالله                  | Második uralkodása.                                                    |
|                   | AHMAD ar-Rádi * 909 decembere † 940. december 19.                       | 934 – 940 Bagdad           | أبو العباس محمد الراضي بالله                 | Al-Muktadir fia.                                                       |
|                   | IBRÁHÍM al-Muttakki * 914 † 968 júliusa                                 | 940 – 944 Bagdad           | أبو إسحاق إبراهيم المتقي لله                 | Ar-Rádi fivére. Trónfosztották.                                        |
|                   | ABDALLÁH I. al-Musztakfi * 903 † 949 szeptembere                        | 944 – 946 Bagdad           | أبو القاسم عبد الله المستكفي بالله           | Al-Muktafi fia. Trónfosztották.                                        |
|                   | AL-FADL al-Mutí * 914 † 974 szeptembere/októbere                        | 946 – 974 Bagdad           | أبو القاسم الفضل المطيع لله                  | Al-Muttakki fivére. Lemondott a trónról halála évében.                 |
| –                 | ABD AL-KARÍM at-Tái * 932 † 1003. augusztus 3.                          | 974 – 991 Bagdad           | أبو بكر عبد الكريم الطائع بالله              | Al-Mutí fia. Trónfosztották.                                           |
| –                 | AHMAD al-Kádir * 947/948 † 1031. november 29.                           | 991 – 1031 Bagdad          | أبو العباس أحمد القادر بالله                 | Al-Muttaki fia.                                                        |
| –                 | ABDALLÁH I. al-Káim * 1001 szeptembere † 1075. április 2.               | 1031 – 1075 Bagdad         | أبو جعفر عبد الله القائم بأمر الله           | Al-Kádir fia.                                                          |
| –                 | ABDALLÁH al-Muktadi * 1056 † 1092. február 4.                           | 1075 – 1094 Bagdad         | أبو القاسم عبد الله المقتدي بأمر الله        | I. al-Káim unokája.                                                    |
| –                 | AHMAD al-Musztazhir * 1078 áprilisa/májusa † 1118. augusztus 6.         | 1094 – 1118 Bagdad         | أبو العباس أحمد المستظهر بالله               | Al-Muktadi fia.                                                        |
| –                 | AL-FADL al-Musztarsid * 1092 áprilisa † 1135. augusztus 29.             | 1118 – 1135 Bagdad         | أبو المنصور الفضل المسترشد بالله             | Al-Musztazhir fia.                                                     |
| –                 | AL-MANSZÚR ar-Rásid * 1109 † 1138. június 6.                            | 1135 – 1136 Bagdad         | أبو جعفر منصور الراشد بالله                  | Al-Musztarsid fia. Trónfosztották.                                     |
|                   | MUHAMMAD al-Muktafi * 1096. április 9. † 1160. március 12.              | 1136 – 1160 Bagdad         | أبو عبد الله محمد المقتفي لأمر الله          | Al-Musztarsid fivére.                                                  |
| –                 | JÚSZUF I. al-Musztandzsid * 1116. augusztus 13. † 1170. december 20.    | 1160 – 1170 Bagdad         | أبو المظفر يوسف المستنجد بالله               | Al-Muktafi fia.                                                        |
|                   | AL-HASZAN al-Musztadi * 1142. március 23. † 1180. március 27./30.       | 1170 – 1180 Bagdad         | أبو محمد الحسن المستضئ بأمر الله             | I. al-Musztandzsid fia..                                               |
|                   | AHMAD an-Nászir * 1158. augusztus 6. † 1225. október 5.                 | 1180 – 1225 Bagdad         | ابو العباس أحمد بن المستضيء الناصر لدين الله | Al-Musztadi fia.                                                       |
| –                 | MUHAMMAD az-Záhir * 1176 † 1226. július 10.                             | 1225 – 1226 Bagdad         | أبو النصر محمد الظاهر بأمر الله              | An-Nászir fia.                                                         |
| –                 | AL-MANSZÚR I. al-Musztanszir * 1192. február 17. † 1242. december 5.    | 1226 – 1242 Bagdad         | أبو جعفر منصور المسنتصر بالله                | Az-Záhir fia.                                                          |
|                   | ABDALLÁH al-Musztaszim * 1213 † 1258. február 20.                       | 1242 – 1258 Bagdad         | أبو أحمد عبد الله المستعصم بالله             | I. al-Musztanszir fia. Halála évében trónfosztották.                   |

#### Kairói kalifák (1261–1517)
A bagdadi Abbászida kalifátust a mongol Hülegü ilhán semmisítette meg 1258-ban. Nem sokkal később Az-Záhir Bajbarsz egyiptomi szultán saját hatalma legitimálása céljából egy Szíriába menekült Abbászida-sarjat kiáltatott ki kalifának és Egyiptomba hozatta. Az új kalifa cserébe a szultánt Egyiptom, Szíria, Dijár-Bekr, Hidzsász, Jemen és az Eufrátesz vidékének uralkodójává nevezte ki. A későbbi kalifák is Egyiptomban éltek: politikai hatalmuk nem volt, elsősorban a vallásos alapítványok felügyeletét látták el, nevük szerepelt a pénzérméken és a pénteki imaszövegben. Amikor I. Szelim oszmán szultán 1517-ben meghódította Egyiptomot, IV. al-Mutavakkil kalifát Konstantinápolyba vitette „vendégként”. Ő volt az utolsó Abbászida kalifa, tisztségét a későbbi oszmán szultánok használták.
- Családfa:

| Uralkodó                                        | Uralkodott                                  | Megjegyzés                                             |
| ----------------------------------------------- | ------------------------------------------- | ------------------------------------------------------ |
| AHMAD II. al-Musztanszir                        | kalifa: 1261, †1262. november 27.           | I. al-Musztanszir fivére.                              |
| AHMAD I. al-Hákim (*1247)                       | kalifa: 1262, †1302. január 19.             | Al-Musztarsid ükunokája.                               |
| SZULAJMÁN II. al-Musztakfi (*1285. március 23.) | kalifa: 1302, †1340 februárja               | I. al-Hákim fia.                                       |
| IBRÁHÍM II. al-Vászik                           | kalifa: 1340–1341, †1341 után               | II. al-Musztakfi unokaöccse.                           |
| AHMAD II. al-Hákim                              | kalifa: 1341, †1352                         | II. al-Musztakfi fia.                                  |
| ABU BAKR II. al-Mutadid                         | kalifa: 1352, †1362                         | II. al-Hákim fivére.                                   |
| ABDALLÁH II. al-Mutavakkil                      | kalifa: 1362–1377, ld. alább                | II. al-Mutadid fia.                                    |
| ZAKARIJJA II. al-Mutaszim                       | kalifa: 1377-ben, ld. alább                 | II. al-Vászik fia.                                     |
| ABDULLÁH II. Al-Mutavakkil (2x)                 | kalifa: 1377–1383, ld. alább                | Második uralkodása.                                    |
| UMAR III. al-Vászik                             | kalifa: 1383, †1386. november 13.           | II. al-Musztaszim fivére.                              |
| ZAKARIJJA II. al-Musztaszim (2x)                | kalifa: 1386, †1389                         | Második uralkodása.                                    |
| ABDALLÁH II. al-Mutavakkil (3x)                 | kalifa: 1389, †1406. január 9.              | Harmadik uralkodása.                                   |
| AL-ABBÁSZ II. al-Musztaín (*1391 k.)            | kalifa: 1406–1414, †1430 februárja/márciusa | II. al-Mutavakkil fia. 1412-ben Egyiptom szultánja is. |
| DÁVÚD III. al-Mutadid (*1380)                   | kalifa: 1414, †1441. július 23.             | II. al-Musztaín fivére.                                |
| SZULAJMÁN III. al-Musztakfi (*1388)             | kalifa: 1441, †1451. január 29.             | III. al-Mutadid fivére.                                |
| HAMZA II. al-Káim                               | kalifa: 1451–1455, †1458                    | III. al-Musztakfi fivére.                              |
| JÚSZUF II. al-Musztandzsid (*1393?)             | kalifa: 1455–1479, †1483. február 22.       | II. al-Káim fivére.                                    |
| ABD AL-AZÍZ III. al-Mutavakkil (*1416)          | kalifa: 1479, †1497. szeptember 27.         | II. al-Musztaín fia.                                   |
| JAAKÚB Al-Musztamszik                           | kalifa: 1497–1508, ld. alább                | III. al-Mutavakkil fia.                                |
| MUHAMMAD IV. al-Mutavakkil                      | kalifa: 1508–1516, ld. alább                | Al-Musztamszik fia.                                    |
| JAAKÚB Al-Musztamszik (2x)                      | kalifa: 1516–1517, †1521                    | Második uralkodása.                                    |
| MUHAMMAD IV. al-Mutavakkil (2x)                 | kalifa: 1517-ben, †1543                     | Második uralkodása.                                    |

### AzOszmán Birodalomszultánjai (1517–1924)
1517-ben I. Szelim oszmán szultán elfoglalta Egyiptomot, az utolsó kalifát pedig Isztambulba vitte, és lemondatta jogairól a saját és utódai javára. Az oszmán szultán-kalifák hatalmukat különféle ereklyék és hatalmi jelvények (például Mohamed köpenye, a Burda), illetve a szent városok (Mekka, Medina, Jeruzsálem) őrzőiként gyakorolták. Az utolsó szultán (és egyben kalifa), VI. Mehmed után több szultánt már nem választottak, de unokatestvére, II. Abdul-Medzsid 101. kalifaként követte a trónon. Abdul-Medzsid 1924-ig viselte a címet.

### Iraki és Levantei Iszlám Államkalifái
Az Iraki és a Levantei Iszlám Állam kalifái (de facto).
Az Iraki és a Levantei Iszlám Államban 2014. június 29. kikiáltották a kalifátust. Abu Bakr al-Bagdadit kikiáltották kalifának.

## Tabló (632–1258)
Az időtáblán az egyes kalifák élete, és nem uralkodása van jelezve. Viszont alul a korszakok az uralkodásokra vonatkoznak.